# Kvalvågen
Kvalvågen is een baai van het eiland Spitsbergen, dat deel uitmaakt van de Noorse eilandengroep Spitsbergen.
De naam van de baai heeft als betekenis walvisbaai.

## Geografie
De baai is noordwest-zuidoost georiënteerd en heeft een lengte van ongeveer 15 kilometer. Ze mondt in het zuidoosten uit in de Barentszzee.
Ten zuidwesten van de baai ligt het Torell Land en ten noorden het Heer Land.